# 400162 SAIT
400162 SAIT è un asteroide della fascia principale. Scoperto nel 2006, presenta un'orbita caratterizzata da un semiasse maggiore pari a 2,6137157 au e da un'eccentricità di 0,2006492, inclinata di 3,34776° rispetto all'eclittica.